# Orthosia ferrosticta
Orthosia ferrosticta är en fjärilsart som beskrevs av George Francis Hampson 1894. Orthosia ferrosticta ingår i släktet Orthosia och familjen nattflyn. Inga underarter finns listade i Catalogue of Life.